# Stjórn

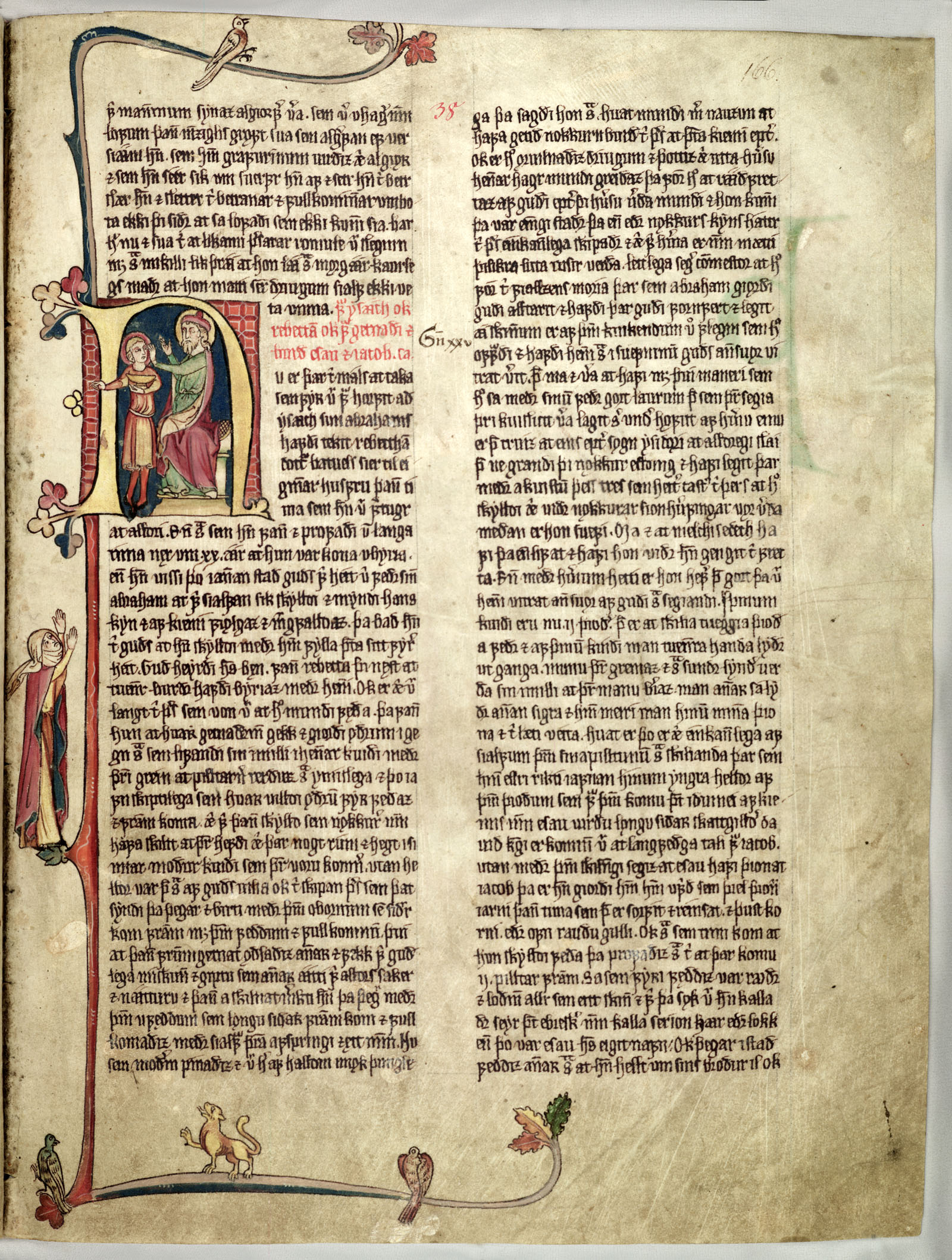
En sida ur Stjórn.

Stjórn är en gammelnorsk översättning av Bibelns första del (delar av Gamla Testamentet). Sannolikt utfördes översättningen vid Håkon Magnussons hov, (regeringsperiod 1299 till 1319). År 2009 gavs Stjórn ut i en ny utgåva av norska riksarkivet.
Översättningen omfattar Första Mosebok till Andra Kungaboken. Namnet Stjórn, som betyder «styrning», var ursprungligen inte knutet till verket, men introducerades på 1500- eller 1600-talet.
Stjórn finns bevarat i ett par manuskript, både hela och i delar. Dessa är:
- AM 226 fol., kallat A, troligen skrivet i Helgafellsklostret 1350-1370.
- AM 225 fol., en kopia av AM 226 från runt 1400.
- AM 227 fol., kallat B – saknar en del. Kyrkan i Skálholt ägde denna bok.
- AM 228 fol., kallat C, saknar stora delar.
- AM 229 fol. I, II og III, delar från tre manuskript.
- NRA – Hos Riksarkivet i Oslo finns delar av två pergamentblad bevarade.

Stjórn innehåller översättningar av dessa Bibelböcker:
| - Första Mosebok - Andra Mosebok - Tredje Mosebok | - Fjärde Mosebok - Femte Mosebok - Josua (bok) | - Domarboken - Rut - Första Samuelsboken | - Andra Samuelsboken - Första Kungaboken - Andra Kungaboken |